# Jean Scott
Jean Andrés Scott Hernández (Heredia, 14 de marzo de 1994), conocido deportivamente como Jean Scott, es un futbolista costarricense que juega de Atacante en el Sporting San José, de la Primera División de Costa Rica
Segunda División Municipal Santa Ana

## Trayectoria
Jean se inició en las fuerzas básicas del C.S. Herediano, en el 2013 Jafet Soto, lo lleva al primer equipo para el Verano 2013, sin embargo el joven jugador no tuvo la oportunidad de mostrarse con el conjunto ese año, y fue cedido a préstamo al Belén F.C. para el siguiente certamen, el jugador se trasladó para jugar un año después en la Liga de Ascenso con A.D. Escazuceña, para retornar a la Primera División a jugar con el Santos de Guápiles en el 2015.
Tras regresar al Herediano, y ver que no contaría con oportunidad fue cedido a préstamo al Municipal Liberia, donde llegó a contar con regularidad, para el 2017, Herediano decide dejarlo como agente libre y es contratado por el Sporting San José de la Liga de Ascenso, donde llega a mostrar un mejor nivel futbolístico, donde inclusive fue uno de los máximos anotadores de su club con 21 tantos, lo que hace que sea visto fuera del país y contratado en el fútbol de Guatemala por el Deportivo Siquinalá de la Primera División de ese país.
Para el Clausura 2019, el delantero vuelve al país para reforzar al Guadalupe F.C..
Para el Apertura 2019 es contratado por el C.S. Cartaginés, sin embargo no tuvo la continuidad y contó con poca oportunidad en el plantel, por lo que regresó a jugar con el Sporting San José en la Liga de Ascenso, Scott fue pieza clave en la consecución del cetro de campeón de la Segunda División de Costa Rica con este club, primero ganando el Apertura 2019 y luego ganando en la Final al conjunto de A.D. Escazuceña para lograr el ascenso a la Primera División en el Apertura 2020.

## Selección costarricense

### Selección preolímpica
Scott formó parte de la selección preolímpica o sub-23 de Costa Rica camino a los Juegos Olímpicos de Río 2016. El delantero fue parte de la convocatoria para el Torneo Uncaf en agosto del 2015 que se desarrolló en Panamá. El delantero jugó los tres partidos de la fase de grupos ante Panamá con empate a 0 goles, ante El Salvador también empate sin goles y ante Nicaragua con empate 2 a 2.
También actuó en el partido de repechaje ante su similar de Guatemala donde Costa Rica obtuvo el pase a la Fase Final en los Estados Unidos. Sin embargo no entró en la lista del entrenador, Luís Fernando Fallas, para el Torneo Clasificatorio de la Concacaf.

### Selección absoluta
El 18 de enero de 2019 el delantero entra en la lista de convocados por el seleccionador nacional, Gustavo Matosas, para el fogueo ante Estados Unidos del 2 de febrero.
Debutó ante los Estados Unidos en partido amistoso del 2 de febrero del 2019 ingresando de cambio al minuto 59 en sustitución de Luís Ronaldo Araya.

## Clubes
| Club                | País       | Año                      |
| ------------------- | ---------- | ------------------------ |
| C.S. Herediano      | Costa Rica | 2012 - 2013              |
| Belén F.C.          | Costa Rica | 2013 - 2014              |
| A.D. Escazuceña     | Costa Rica | 2014 - 2015              |
| Santos de Guápiles  | Costa Rica | 2015 - 2016              |
| Municipal Liberia   | Costa Rica | 2016 - 2017              |
| Sporting San José   | Costa Rica | 2018                     |
| Deportivo Siquinalá | Guatemala  | 2018                     |
| Guadalupe F.C.      | Costa Rica | 2019                     |
| C.S. Cartaginés     | Costa Rica | 2019                     |
| Sporting San José   | Costa Rica | 2020 - Presente (tiempo) |

## Palmarés

### Campeonatos nacionales
| N.º | Título           | Club              | País       | Campeonato      | Año  |
| --- | ---------------- | ----------------- | ---------- | --------------- | ---- |
| 1   | Segunda División | Sporting San José | Costa Rica | Liga de Ascenso | 2020 |